# فرد اشتاینر
فرد اشتاینر (انگلیسی: Fred Steiner؛ ‏ ۲۴ فوریهٔ ۱۹۲۳ – ۲۳ ژوئن ۲۰۱۱) موسیقی‌دان و آهنگساز اهل ایالات متحده آمریکا بود.
از فیلم‌ها یا مجموعه‌های تلویزیونی که وی در آن‌ها نقش داشته است، می‌توان به هاوایی فایو-او و با هر نام دیگری اشاره نمود.